# 8 Heures d'Indianapolis 2023
Navigation
Édition précédente Édition suivante
Les 8 Heures d'Indianapolis 2023 (2023 Indianapolis 8 Hour présenté par AWS), disputées du 4 octobre 2023 au 8 octobre 2023 sur l'Indianapolis Motor Speedway, sont la quatrième édition de cette épreuve. La course est la quetrième manche de l'Intercontinental GT Challenge 2023.

## Course

### Classement de la course
Les voitures ne parcourant pas 70 % de la distance du gagnant sont non classées (NC).
| Pos        | Classe      | no  | Écurie                                     | Pilotes                                                  | Châssis                                 | Tours | Temps               |
| ---------- | ----------- | --- | ------------------------------------------ | -------------------------------------------------------- | --------------------------------------- | ----- | ------------------- |
| Pos        | Classe      | no  | Écurie                                     | Pilotes                                                  | Moteur                                  | Tours | Temps               |
| 1          | IGTC Pro*   | 30  | Team WRT                                   | Philipp Eng Sheldon van der Linde Dries Vanthoor         | BMW M4 GT3                              | 332   | 8 h 00 min 05 s 921 |
| 1          | IGTC Pro*   | 30  | Team WRT                                   | Philipp Eng Sheldon van der Linde Dries Vanthoor         | BMW S58B30T0 3,0 L i6 M TwinPower Turbo | 332   | 8 h 00 min 05 s 921 |
| 2          | IGTC Pro*   | 77  | Mercedes-AMG Team Craft-Bamboo Racing (en) | Maximilian Götz Raffaele Marciello Jules Gounon          | Mercedes-AMG GT3 Evo                    | 332   | + 53 s 110          |
| 2          | IGTC Pro*   | 77  | Mercedes-AMG Team Craft-Bamboo Racing (en) | Maximilian Götz Raffaele Marciello Jules Gounon          | Mercedes-Benz M159 6,2 l V8 Atmo        | 332   | + 53 s 110          |
| 3          | IGTC Pro*   | 999 | Mercedes-AMG Team Gruppe M Racing          | Maro Engel Luca Stolz (en) Daniel Juncadella             | Mercedes-AMG GT3 Evo                    | 332   | + 53 s 640          |
| 3          | IGTC Pro*   | 999 | Mercedes-AMG Team Gruppe M Racing          | Maro Engel Luca Stolz (en) Daniel Juncadella             | Mercedes-Benz M159 6,2 l V8 Atmo        | 332   | + 53 s 640          |
| 4          | FGTWCA Pro* | 45  | Wright Motorsports                         | Madison Snow Trent Hindman Jan Heylen                    | Porsche 911 GT3 R                       | 330   | + 2 tours           |
| 4          | FGTWCA Pro* | 45  | Wright Motorsports                         | Madison Snow Trent Hindman Jan Heylen                    | Porsche M97/80 4,2 L Flat Six Atmo      | 330   | + 2 tours           |
| 5          | FGTWCA Pro  | 28  | RS1                                        | Eric Filgueiras Stevan McAleer (en) Klaus Bachler        | Porsche 911 GT3 R                       | 329   | + 3 tours           |
| 5          | FGTWCA Pro  | 28  | RS1                                        | Eric Filgueiras Stevan McAleer (en) Klaus Bachler        | Porsche M97/80 4,2 L Flat Six Atmo      | 329   | + 3 tours           |
| 6          | Pro-Am*     | 04  | CrowdStrike Racing par Riley               | George Kurtz Nolan Siegel (en) Colin Braun               | Mercedes-AMG GT3 Evo                    | 329   | + 3 tours           |
| 6          | Pro-Am*     | 04  | CrowdStrike Racing par Riley               | George Kurtz Nolan Siegel (en) Colin Braun               | Mercedes-Benz M159 6,2 l V8 Atmo        | 329   | + 3 tours           |
| 7          | Pro-Am*     | 20  | Huber Motorsport                           | Antares Au Alfred Renauer (de) Laurin Heinrich (en)      | Porsche 911 GT3 R                       | 328   | + 4 tours           |
| 7          | Pro-Am*     | 20  | Huber Motorsport                           | Antares Au Alfred Renauer (de) Laurin Heinrich (en)      | Porsche M97/80 4,2 L Flat Six Atmo      | 328   | + 4 tours           |
| 8          | FGTWCA Pro* | 53  | MDK Motorsports                            | Seth Lucas (en) Trenton Estep (en) Matteo Cairoli        | Porsche 911 GT3 R                       | 328   | + 4 tours           |
| 8          | FGTWCA Pro* | 53  | MDK Motorsports                            | Seth Lucas (en) Trenton Estep (en) Matteo Cairoli        | Porsche M97/80 4,2 L Flat Six Atmo      | 328   | + 4 tours           |
| 9          | Pro-Am      | 27  | TR3 Racing                                 | Kenton Koch (en) Jon Branam Matt Bell                    | Mercedes-AMG GT3 Evo                    | 328   | + 4 tours           |
| 9          | Pro-Am      | 27  | TR3 Racing                                 | Kenton Koch (en) Jon Branam Matt Bell                    | Mercedes-Benz M159 6,2 l V8 Atmo        | 328   | + 4 tours           |
| 10         | Pro-Am*     | 535 | Sky – Tempesta Racing                      | Jonathan Hui Christopher Froggatt Eddie Cheever III (en) | Ferrari 488 GT3 Evo 2020                | 327   | + 5 tours           |
| 10         | Pro-Am*     | 535 | Sky – Tempesta Racing                      | Jonathan Hui Christopher Froggatt Eddie Cheever III (en) | Ferrari F154CB 3,9 L V8 Turbo           | 327   | + 5 tours           |
| 11         | Pro-Am      | 120 | Wright Motorsports                         | Adam Adelson Elliott Skeer Callum Ilott                  | Porsche 911 GT3 R                       | 327   | + 5 tours           |
| 11         | Pro-Am      | 120 | Wright Motorsports                         | Adam Adelson Elliott Skeer Callum Ilott                  | Porsche M97/80 4,2 L Flat Six Atmo      | 327   | + 5 tours           |
| 12         | Pro-Am*     | 38  | ST Racing                                  | Samantha Tan Jake Walker Neil Verhagen (en)              | BMW M4 GT3                              | 327   | + 5 tours           |
| 12         | Pro-Am*     | 38  | ST Racing                                  | Samantha Tan Jake Walker Neil Verhagen (en)              | BMW S58B30T0 3,0 L i6 M TwinPower Turbo | 327   | + 5 tours           |
| 13         | Pro-Am      | 007 | The Racer's Group                          | Derek DeBoer Ben Tuck Valentin Hasse-Clot (en)           | Aston Martin Vantage AMR GT3            | 326   | + 6 tours           |
| 13         | Pro-Am      | 007 | The Racer's Group                          | Derek DeBoer Ben Tuck Valentin Hasse-Clot (en)           | Aston Martin M177 4,0 L V8 Turbo        | 326   | + 6 tours           |
| 14         | FGTWCA Pro  | 93  | Racers Edge Motorsports                    | Kyle Marcelli (en) Ashton Harrison Mario Farnbacher      | Acura NSX GT3 Evo22                     | 325   | + 7 tours           |
| 14         | FGTWCA Pro  | 93  | Racers Edge Motorsports                    | Kyle Marcelli (en) Ashton Harrison Mario Farnbacher      | Acura JNC1 3,5 L V6 Turbo               | 325   | + 7 tours           |
| 15         | Pro-Am*     | 4   | Grove Racing (en)                          | Stephen Grove Brenton Grove (en) Earl Bamber             | Porsche 911 GT3 R                       | 324   | + 8 tours           |
| 15         | Pro-Am*     | 4   | Grove Racing (en)                          | Stephen Grove Brenton Grove (en) Earl Bamber             | Porsche M97/80 4,2 L Flat Six Atmo      | 324   | + 8 tours           |
| 16         | Pro-Am      | 85  | Rearden Racing                             | Jake Pedersen Vesko Kozarov Christian Engelhart (en)     | Porsche 911 GT3 R                       | 322   | + 10 tours          |
| 16         | Pro-Am      | 85  | Rearden Racing                             | Jake Pedersen Vesko Kozarov Christian Engelhart (en)     | Porsche M97/80 4,2 L Flat Six Atmo      | 322   | + 10 tours          |
| 17         | IGTC Pro*   | 31  | Team WRT                                   | Augusto Farfus Maxime Martin Charles Weerts (en)         | BMW M4 GT3                              | 321   | + 11 tours          |
| 17         | IGTC Pro*   | 31  | Team WRT                                   | Augusto Farfus Maxime Martin Charles Weerts (en)         | BMW S58B30T0 3,0 L i6 M TwinPower Turbo | 321   | + 11 tours          |
| 18         | Pro-Am      | 33  | Triarsi Competizione                       | Justin Wetherill Onofrio Triarsi Ryan Dalziel            | Ferrari 296 GT3                         | 317   | + 15 tours          |
| 18         | Pro-Am      | 33  | Triarsi Competizione                       | Justin Wetherill Onofrio Triarsi Ryan Dalziel            | Ferrari F163 3,0 L V6 Turbo             | 317   | + 15 tours          |
| 19         | FGTWCA Pro  | 21  | Conquest Racing                            | Manny Franco Alessandro Balzan Lilou Wadoux-Ducellier    | Ferrari 296 GT3                         | 311   | + 21 tours          |
| 19         | FGTWCA Pro  | 21  | Conquest Racing                            | Manny Franco Alessandro Balzan Lilou Wadoux-Ducellier    | Ferrari F163 3,0 L V6 Turbo             | 311   | + 21 tours          |
| 20         | FGTWCA Pro* | 94  | Bimmerworld Racing (en)                    | Chandler Hull (de) Bill Auberlen Robby Foley             | BMW M4 GT3                              | 309   | + 23 tours          |
| 20         | FGTWCA Pro* | 94  | Bimmerworld Racing (en)                    | Chandler Hull (de) Bill Auberlen Robby Foley             | BMW S58B30T0 3,0 L i6 M TwinPower Turbo | 309   | + 23 tours          |
| 21         | Pro-Am      | 08  | DXDT Racing (en)                           | Scott Smithson Thomas Sargent Bryan Sellers              | Mercedes-AMG GT3 Evo                    | 285   | + 47 tours          |
| 21         | Pro-Am      | 08  | DXDT Racing (en)                           | Scott Smithson Thomas Sargent Bryan Sellers              | Mercedes-Benz M159 6,2 l V8 Atmo        | 285   | + 47 tours          |
| Non classé |             |     |                                            |                                                          |                                         |       |                     |
| Abd.       | Pro-Am*     | 91  | DXDT Racing (en)                           | Jeff Burton Corey Lewis Philip Ellis                     | Mercedes-AMG GT3 Evo                    | 85    |                     |
| Abd.       | Pro-Am*     | 91  | DXDT Racing (en)                           | Jeff Burton Corey Lewis Philip Ellis                     | Mercedes-Benz M159 6,2 l V8 Atmo        | 85    |                     |

## Pole position et record du tour
- Pole position :
- Meilleur tour en course :

## À noter
- Longueur du circuit :
- Distance parcourue par les vainqueurs :